# しずプリ
『しずプリ』とは静岡第一テレビにて、2018年4月6日から2021年3月26日まで放送された金曜昼前の生放送情報番組である。

## 概要
同年3月30日まで放送されていた『マルシェア』の実質的な後継番組として2018年4月6日に開始。これまで静岡第一テレビ制作の昼前番組はこれまで月曜から金曜の放送であったが当番組は金曜のみの放送となる。
しずプリの略称の意味は「しずおかプレミアプリ」。
2020年7月から毎月第1金曜日に放送。
月曜 - 木曜は『しずプリα』、2020年7月から金曜は『しずプリミニ』として放送。
2021年3月を以て番組終了となった後番組は
Dstyle。

## 出演者
特記以外は出演時点で静岡第一テレビアナウンサー。
MC
- 永見佳織（2018年4月 - 2021年3月）
- 松原大祐（2019年4月 - 2021年3月）

天気予報
- 松浦悠真[2]（ウェザーマップ所属気象予報士、2020年4月 - 2021年3月）

## 過去の出演者
| 期間     | 期間      | MC       | MC       | 天気予報 |
| 期間     | 期間      | 男性     | 女性     | 天気予報 |
| -------- | --------- | -------- | -------- | -------- |
| 2018.4.6 | 2019.3.29 | 伊藤薫平 | 永見佳織 | 杉澤綾華 |
| 2019.4.5 | 2020.3.27 | 松原大祐 | 永見佳織 | 杉澤綾華 |
| 2020.4.3 | 2021.3.26 | 松原大祐 | 永見佳織 | 松浦悠真 |

## 放送時間
しずプリ
- 2018年4月6日 - 2019年3月29日： 金曜日011:00 - 11:30（日本時間、30分）
- 2019年4月5日 - : 金曜日010:30 - 11:00（日本時間、30分）

しずプリα
- 2019年4月2日 - 2021年4月1日-:月曜日 - 木曜日010:25 - 10:30 （編成上の都合によっては月曜 - 木曜11:25 - 11:30に放送される場合があり。）0土曜11:45 - 12:00 0日曜11:25 - 11:30

しずプリミニ
- 2020年7月12日 - : 金曜日010:25 - 10:30